# هاري إم. روز
هاري إم. روز (بالإنجليزية: Harry M. Rose)‏ هو عالم أحياء دقيقة وأستاذ جامعي أمريكي، ولد في 30 مايو 1906 في نايلز في الولايات المتحدة، وتوفي في 4 نوفمبر 1986.